# ديك كارول
ديك كارول هو مدرب هوكي جليد كندي، ولد في 28 أبريل 1885 في جيلف في كندا، وتوفي بنفس المكان في 20 يناير 1952.

## وصلات خارجية
- ديك كارول على موقع HockeyDB.com (الإنجليزية)